# Kob moczarowy
Kob moczarowy (Kobus leche) – gatunek antylopy występujący na południu Afryki. Dorasta do 1,8 m długości, a jego masa ciała dochodzi do 120 kg. Ma lirowato wygięte rogi, których żywa do obrony przed drapieżnikami. W okresie godów rogi służą również do walk, w czasie których zostaje ustalona hierarchia samców w stadzie. Walki te mają charakter rytualny i niezbyt gwałtowny. Najsilniejszy samiec wybiera samice, które tworzą jego harem. Każda samica po trwającej 7 miesięcy ciąży rodzi jedno młode. Mały kob moczarowy przestaje ssać mleko matki po 4 miesiącach. Dojrzałość płciową samice osiągają zwykle po dwóch latach, a samce po trzech.
Występuje w małych stadach, liczących po kilkanaście osobników. Zamieszkuje przeważnie podmokłe i zarośnięte trzciną brzegi rzek, jezior i bagien, przez które nie boi się przeprawiać brodząc lub płynąc. W razie niebezpieczeństwa również chroni się w wodzie.